# Klotzschia brasiliensis
Klotzschia brasiliensis är en flockblommig växtart som beskrevs av Adelbert von Chamisso. Klotzschia brasiliensis ingår i släktet Klotzschia och familjen flockblommiga växter. Inga underarter finns listade i Catalogue of Life.